# 蔣繼勳
蔣繼勳（1754年—1829年），字繩武，一字培元，江蘇常熟縣人，中國清朝官員，曾任安徽布政使，因事降補刑部郎中致仕。

## 生平
蔣繼勳出身常熟蔣氏望族，曾祖蔣廷錫、祖父蔣溥均官至大學士。蔣繼勳以貢生出任雲南臨安府石屏州知州，改元江直隸州知州。歷升雲南府知府、雲南鹽法道。嘉慶元年（1796年）改浙江金衢嚴道、河南糧道，升雲南按察使，改廣西、浙江，護理浙江巡撫。嘉慶十四年（1809年）升河南布政使，任內曾權巡撫事。嘉慶十八年（1813年）改安徽布政使。次年，降補刑部福建司郎中。